# Partizán de Belgrado en competiciones europeas
El Partizán de Belgrado fue el primer club de la desaparecida Yugoslavia y de Serbia en participar en competiciones europeas, iniciando en la Liga de Campeones de la UEFA de 1955/56 y su primer partido lo jugaron ante el Sporting de Portugal el 4 de septiembre de 1955. También fue el primer equipo de Europa del Este en disputar una final de la Liga de Campeones de la UEFA en 1966, la cual perdió ante el Real Madrid CF.
Incluyendo las competiciones europeas, Sasa Ilic tiene el récord de más apariciones con el club (105), mientras que el delantero brasileño Cléo es el goleador histórico del club en competiciones europeas con 16.

## Mejores Resultados
1- El partido se jugó en el Pod Goricom Stadium en Titograd debido a que la UEFA obligó al Partizan jugar sus partido de local a una distancia de 300 de Belgrado debido al problema con el ruido en su serie anterior ante el FC Groningen de Países Bajos.

2- El partido se jugó en Krasnodar debido a las malas condiciones climáticas que había en Moscú.

## Resultados

### Era deYugoslavia(1955 - 1992)
| Temporada | Torneo                   | Ronda             | Club                     | Casa | Visita | Global       |
| --------- | ------------------------ | ----------------- | ------------------------ | ---- | ------ | ------------ |
| 1955–56   | Copa de Europa 1955-56   | Octavos de final  | Sporting de Portugal     | 5–2  | 3–3    | 8–5          |
| 1955–56   | Copa de Europa 1955-56   | Cuartos de final  | Real Madrid              | 3–0  | 0–4    | 3–4          |
| 1961–62   | Copa de Europa 1961-62   | Ronda previa      | Sporting de Portugal     | 2–0  | 1–1    | 3–1          |
| 1961–62   | Copa de Europa 1961-62   | Octavos de final  | Juventus                 | 1–2  | 0–5    | 1–7          |
| 1962–63   | Copa de Europa 1962-63   | Ronda previa      | CSKA Sofia               | 1–4  | 1–2    | 2–6          |
| 1963–64   | Copa de Europa 1963-64   | Ronda Previa      | Anorthosis Famagusta     | 3–0  | 3–1    | 6–1          |
| 1963–64   | Copa de Europa 1963-64   | 1ª Clasificatoria | Jeunesse d'Esch          | 6–2  | 1–2    | 7–4          |
| 1963–64   | Copa de Europa 1963-64   | Cuartos de final  | Internazionale           | 0–2  | 1–2    | 1–4          |
| 1965–66   | Copa de Europa 1965-66   | Primera ronda     | Nantes                   | 2–0  | 2–2    | 4–2          |
| 1965–66   | Copa de Europa 1965-66   | Octavos de final  | Werder Bremen            | 3–0  | 0–1    | 3–1          |
| 1965–66   | Copa de Europa 1965-66   | Cuartos de final  | Sparta Praga             | 5–0  | 1–4    | 6–4          |
| 1965–66   | Copa de Europa 1965-66   | Semifinales       | Manchester United        | 2–0  | 0–1    | 2–1          |
| 1965–66   | Copa de Europa 1965-66   | Final             | Real Madrid              | 1–2  | 1–2    | 1–2          |
| 1967–68   | Copa de Ferias 1967-68   | 1ª Clasificatoria | Lokomotiv Plovdiv        | 5–1  | 1–1    | 6–2          |
| 1967–68   | Copa de Ferias 1967-68   | 2ª Clasificatoria | Leeds United             | 1–2  | 1–1    | 2–3          |
| 1969–70   | Copa de Ferias 1969-70   | 1ª Clasificatoria | Újpest Dózsa             | 2–1  | 0–2    | 2–3          |
| 1970–71   | Copa de Ferias 1970-71   | 1ª Clasificatoria | Dinamo Dresde            | 0–0  | 0–6    | 0–6          |
| 1974–75   | Copa de la UEFA 1974-75  | 1ª Clasificatoria | Górnik Zabrze            | 3–0  | 2–2    | 5–2          |
| 1974–75   | Copa de la UEFA 1974-75  | 2ª Clasificatoria | Portadown                | 5–0  | 1–1    | 6–1          |
| 1974–75   | Copa de la UEFA 1974-75  | Octavos de final  | Köln                     | 1–0  | 1–5    | 2–5          |
| 1976–77   | Copa de Europa 1976-77   | 1ª Clasificatoria | Dinamo Kiev              | 0–2  | 0–3    | 0–5          |
| 1978–79   | Copa de Europa 1978-79   | 1ª Clasificatoria | Dinamo Dresde            | 2–0  | 0–2    | 2–2 (4-5 p.) |
| 1983–84   | Copa de Europa 1983-84   | 1ª Clasificatoria | Viking                   | 5–1  | 0–0    | 5–1          |
| 1983–84   | Copa de Europa 1983-84   | 2ª Clasificatoria | Dynamo Berlin            | 1–0  | 0–2    | 1–2          |
| 1984–85   | Copa de la UEFA 1984-85  | 1ª Clasificatoria | Rabat Ajax               | 2–0  | 2–0    | 4–0          |
| 1984–85   | Copa de la UEFA 1984-85  | 2ª Clasificatoria | Queens Park Rangers      | 4–0  | 2–6    | 6–6 (v.)     |
| 1984–85   | Copa de la UEFA 1984-85  | Octavos de final  | Videoton                 | 2–0  | 0–5    | 2–5          |
| 1985–86   | Copa de la UEFA 1985-86  | 1ª Clasificatoria | Portimonense             | 4–0  | 0–1    | 4–1          |
| 1985–86   | Copa de la UEFA 1985-86  | 2ª Clasificatoria | Nantes                   | 1–1  | 0–4    | 1–5          |
| 1986–87   | Copa de la UEFA 1986-87  | 1ª Clasificatoria | Borussia Mönchengladbach | 1–3  | 0–1    | 1–4          |
| 1987–88   | Copa de la UEFA 1987-88  | 1ª Clasificatoria | Flamurtari               | 2–1  | 0–2    | 2–3          |
| 1988–89   | Copa de la UEFA 1988-89  | 1ª Clasificatoria | Slavia Sofia             | 5–0  | 5–0    | 10–0         |
| 1988–89   | Copa de la UEFA 1988-89  | 2ª Clasificatoria | Roma                     | 4–2  | 0–2    | 4–4 (v.)     |
| 1989–90   | Recopa de Europa 1989-90 | 1ª Clasificatoria | Celtic                   | 2–1  | 4–5    | 6–6 (v.)     |
| 1989–90   | Recopa de Europa 1989-90 | Octavos de final  | Groningen                | 3–1  | 3–4    | 6–5          |
| 1989–90   | Recopa de Europa 1989-90 | Cuartos de final  | Dinamo Bucureşti         | 0–2  | 1–2    | 1–4          |
| 1990–91   | Copa de la UEFA 1990-91  | 1ª Clasificatoria | Hibernians               | 2–0  | 3–0    | 5–0          |
| 1990–91   | Copa de la UEFA 1990-91  | 2ª Clasificatoria | Real Sociedad            | 1–0  | 0–1    | 1–1 (5-4 p.) |
| 1990–91   | Copa de la UEFA 1990-91  | Octavos de final  | Internazionale           | 1–1  | 0–3    | 1–4          |
| 1991–92   | Copa de la UEFA 1991-92  | 1ª Clasificatoria | Sporting de Gijón        | 2–0  | 0–2    | 2–2 (2-3 p.) |

### Era deSerbia y Montenegro(1992 - 2006)
| Temporada | Torneo                      | Ronda                  | Club                  | Casa | Visita | Global       |
| --------- | --------------------------- | ---------------------- | --------------------- | ---- | ------ | ------------ |
| 1996–97   | Copa de la UEFA 1996-97     | 1ª Clasificatoria      | Maccabi Haifa         | 3–1  | 1–0    | 4–1          |
| 1996–97   | Copa de la UEFA 1996-97     | 2ª Clasificatoria      | Naţional Bucureşti    | 0–0  | 0–1    | 0–1          |
| 1997–98   | Liga de Campeones 1997-98   | 1ª Clasificatoria      | Croatia Zagreb        | 1–0  | 0–5    | 1–5          |
| 1998–99   | Recopa de Europa 1998-99    | Ronda Previa           | Dinamo Batumi         | 2–0  | 0–1    | 2–1          |
| 1998–99   | Recopa de Europa 1998-99    | 1ª Clasificatoria      | Newcastle United      | 1–0  | 1–2    | 2–2 (v.)     |
| 1998–99   | Recopa de Europa 1998-99    | Octavos de final       | Lazio                 | 2–3  | 0–0    | 2–3          |
| 1999–00   | Liga de Campeones 1999-2000 | 1ª Clasificatoria      | Flora Tallinn         | 6–0  | 4–1    | 10–1         |
| 1999–00   | Liga de Campeones 1999-2000 | 2ª Clasificatoria      | Rijeka                | 3–1  | 3–0    | 6–1          |
| 1999–00   | Liga de Campeones 1999-2000 | 3ª Clasificatoria      | Spartak Moscú         | 1–3  | 0–2    | 1–5          |
| 1999–00   | Copa de la UEFA 1999-2000   | Primera Ronda          | Leeds United          | 1–3  | 0–1    | 1–4          |
| 2000–01   | Copa de la UEFA 2000-01     | Clasificatoria         | Sliema Wanderers      | 4–1  | 1–2    | 5–3          |
| 2000–01   | Copa de la UEFA 2000-01     | Primera Ronda          | Porto                 | 1–1  | 0–1    | 1–2          |
| 2001–02   | Copa de la UEFA 2001-02     | Ronda Previa           | Santa Coloma          | 7–1  | 1–0    | 8–1          |
| 2001–02   | Copa de la UEFA 2001-02     | 1ª Clasificatoria      | Rapid Viena           | 1–0  | 1–5    | 2–5          |
| 2002–03   | Liga de Campeones 2002-03   | 2ª Clasificatoria      | Hammarby              | 4–0  | 1–1    | 5–1          |
| 2002–03   | Liga de Campeones 2002-03   | 3ª Clasificatoria      | Bayern Múnich         | 0–3  | 1–3    | 1–6          |
| 2002–03   | Copa de la UEFA 2002-03     | 1ª Clasificatoria      | Sporting de Portugal  | 3–3  | 3–1    | 6–4          |
| 2002–03   | Copa de la UEFA 2002-03     | 2ª Clasificatoria      | Slavia Praga          | 3–1  | 1–5    | 4–6          |
| 2003–04   | Liga de Campeones 2003-04   | 2ª Clasificatoria      | Djurgården            | 1–1  | 2–2    | 3–3 (v.)     |
| 2003–04   | Liga de Campeones 2003-04   | 3ª Clasificatoria      | Newcastle United      | 0–1  | 1–0    | 1–1 (4-3 p.) |
| 2003–04   | Liga de Campeones 2003-04   | Grupo F                | Olympique de Marsella | 1–1  | 0–3    | 4º lugar     |
| 2003–04   | Liga de Campeones 2003-04   | Grupo F                | Porto                 | 1–1  | 1–2    | 4º lugar     |
| 2003–04   | Liga de Campeones 2003-04   | Grupo F                | Real Madrid           | 0–0  | 0–1    | 4º lugar     |
| 2004–05   | Copa de la UEFA 2004-05     | 2ª Clasificatoria      | Oţelul Galaţi         | 1–0  | 0–0    | 1–0          |
| 2004–05   | Copa de la UEFA 2004-05     | Primera Ronda          | Dinamo Bucureşti      | 3–1  | 0–0    | 3–1          |
| 2004–05   | Copa de la UEFA 2004-05     | Grupo E                | Egaleo                | 4–0  |        | 3º lugar     |
| 2004–05   | Copa de la UEFA 2004-05     | Grupo E                | Lazio                 |      | 2–2    | 3º lugar     |
| 2004–05   | Copa de la UEFA 2004-05     | Grupo E                | Villarreal            | 1–1  |        | 3º lugar     |
| 2004–05   | Copa de la UEFA 2004-05     | Grupo E                | Middlesbrough         |      | 0–3    | 3º lugar     |
| 2004–05   | Copa de la UEFA 2004-05     | Dieciseisavos de final | Dnipro Dnipropetrovsk | 2–2  | 1–0    | 3–2          |
| 2004–05   | Copa de la UEFA 2004-05     | Octavos de final       | CSKA Moscú            | 1–1  | 0–2    | 1–3          |
| 2005–06   | Liga de Campeones 2005-06   | 2ª Clasificatoria      | Sheriff Tiraspol      | 1–0  | 1–0    | 2–0          |
| 2005–06   | Liga de Campeones 2005-06   | 3ª Clasificatoria      | Artmedia              | 0–0  | 0–0    | 0–0 (3-4 p.) |
| 2005–06   | Copa de la UEFA 2005-06     | Primera Ronda          | Maccabi Petah Tikva   | 2–5  | 2–0    | 4–5          |

### Era deSerbia(2006 - Actualidad)
| Temporada | Torneo                           | Ronda                  | Club                 | Casa | Visita | Global            |
| --------- | -------------------------------- | ---------------------- | -------------------- | ---- | ------ | ----------------- |
| 2006–07   | Copa de la UEFA 2006-07          | 2ª Clasificatoria      | Maribor              | 2–1  | 1–1    | 3–2               |
| 2006–07   | Copa de la UEFA 2006-07          | Primera Ronda          | Groningen            | 4–2  | 0–1    | 4–3               |
| 2006–07   | Copa de la UEFA 2006-07          | Grupo A                | Livorno              | 1–1  |        | 5º lugar          |
| 2006–07   | Copa de la UEFA 2006-07          | Grupo A                | Maccabi Haifa        |      | 0–1    | 5º lugar          |
| 2006–07   | Copa de la UEFA 2006-07          | Grupo A                | Auxerre              | 1–4  |        | 5º lugar          |
| 2006–07   | Copa de la UEFA 2006-07          | Grupo A                | Rangers              |      | 0–1    | 5º lugar          |
| 2007–08   | Copa de la UEFA 2007-08          | 1ª Clasificatoria      | Zrinjski             | 5–0  | 6–1    | 11–1Descalificado |
| 2008–09   | Liga de Campeones 2008-09        | 2ª Clasificatoria      | Inter Baku           | 2–0  | 1–1    | 3–1               |
| 2008–09   | Liga de Campeones 2008-09        | 3ª Clasificatoria      | Fenerbahçe           | 2–2  | 1–2    | 3–4               |
| 2008–09   | Copa de la UEFA 2008-09          | 1                      | Timişoara            | 1–0  | 2–1    | 3–1               |
| 2008–09   | Copa de la UEFA 2008-09          | Grupo C                | Sevilla              |      | 0–3    | 5º lugar          |
| 2008–09   | Copa de la UEFA 2008-09          | Grupo C                | Sampdoria            | 1–2  |        | 5º lugar          |
| 2008–09   | Copa de la UEFA 2008-09          | Grupo C                | VfB Stuttgart        |      | 0–2    | 5º lugar          |
| 2008–09   | Copa de la UEFA 2008-09          | Grupo C                | Standard Lieja       | 0–1  |        | 5º lugar          |
| 2009–10   | Liga de Campeones 2009-10        | 2ª Clasificatoria      | Rhyl                 | 8–0  | 4–0    | 12–0              |
| 2009–10   | Liga de Campeones 2009-10        | 3ª Clasificatoria      | APOEL Nicosia        | 1–0  | 0–2    | 1–2               |
| 2009–10   | Liga Europea 2009-10             | Play-Off               | Žilina               | 1–1  | 2–0    | 3–1               |
| 2009–10   | Liga Europea 2009-10             | Grupo J                | Toulouse             | 2–3  | 0–1    | 4º lugar          |
| 2009–10   | Liga Europea 2009-10             | Grupo J                | Brujas               | 2–4  | 0–2    | 4º lugar          |
| 2009–10   | Liga Europea 2009-10             | Grupo J                | Shakhtar Donetsk     | 1–0  | 1–4    | 4º lugar          |
| 2010–11   | Liga de Campeones 2010-11        | 2ª Clasificatoria      | Pyunik               | 3–1  | 1–0    | 4–1               |
| 2010–11   | Liga de Campeones 2010-11        | 3ª Clasificatoria      | HJK Helsinki         | 3–0  | 2–1    | 5–1               |
| 2010–11   | Liga de Campeones 2010-11        | Play off               | Anderlecht           | 2–2  | 2–2    | 4–4 (3-2 p.)      |
| 2010–11   | Liga de Campeones 2010-11        | Grupo H                | Arsenal              | 1–3  | 1–3    | 4º lugar          |
| 2010–11   | Liga de Campeones 2010-11        | Grupo H                | Shakhtar Donetsk     | 0–3  | 0–1    | 4º lugar          |
| 2010–11   | Liga de Campeones 2010-11        | Grupo H                | Sporting Braga       | 0–1  | 0–2    | 4º lugar          |
| 2011–12   | Liga de Campeones 2011-12        | 2ª Clasificatoria      | Škendija             | 4–0  | 1–0    | 5–0               |
| 2011–12   | Liga de Campeones 2011-12        | 3ª Clasificatoria      | Genk                 | 1–1  | 1–2    | 2–3               |
| 2011–12   | Liga Europea 2011-12             | Play-Off               | Shamrock Rovers      | 1–2  | 1–1    | 2–3               |
| 2012–13   | Liga de Campeones 2012-13        | 2ª Clasificatoria      | Valletta             | 3–1  | 4–1    | 7–2               |
| 2012–13   | Liga de Campeones 2012-13        | QR3                    | AEL Limassol         | 0–1  | 0–1    | 0–2               |
| 2012–13   | Liga Europea 2012-13             | Play off               | Tromsø               | 1–0  | 2–3    | 3–3 (v.)          |
| 2012–13   | Liga Europea 2012-13             | Grupo H                | Internazionale       | 1–3  | 0–1    | 3º lugar          |
| 2012–13   | Liga Europea 2012-13             | Grupo H                | Rubin Kazán          | 1–1  | 0–2    | 3º lugar          |
| 2012–13   | Liga Europea 2012-13             | Grupo H                | Neftchi Baku         | 0–0  | 1–1    | 3º lugar          |
| 2013–14   | Liga de Campeones 2013-14        | 2ª Clasificatoria      | Shirak               | 0–0  | 1–1    | 1–1 (v.)          |
| 2013–14   | Liga de Campeones 2013-14        | 3ª Clasificatoria      | Ludogorets Razgrad   | 0–1  | 1–2    | 1–3               |
| 2013–14   | Liga Europea 2013-14             | Play-Off               | Thun                 | 1–0  | 0–3    | 1–3               |
| 2014–15   | Liga de Campeones 2014-15        | 2ª Clasificatoria      | HB Tórshavn          | 3–0  | 3–1    | 6–1               |
| 2014–15   | Liga de Campeones 2014-15        | 3ª Clasificatoria      | Ludogorets Razgrad   | 2–2  | 0–0    | 2–2 (v.)          |
| 2014–15   | Liga Europea 2014-15             | Play-Off               | Neftchi Baku         | 3–2  | 2–1    | 5–3               |
| 2014–15   | Liga Europea 2014-15             | Grupo C                | Tottenham Hotspur    | 0–0  | 0–1    | 4º lugar          |
| 2014–15   | Liga Europea 2014-15             | Grupo C                | Beşiktaş             | 0–4  | 1–2    | 4º lugar          |
| 2014–15   | Liga Europea 2014-15             | Grupo C                | Asteras Tripoli      | 0–0  | 0–2    | 4º lugar          |
| 2015–16   | Liga de Campeones 2015-16        | 2ª Clasificatoria      | Dila Gori            | 1–0  | 2–0    | 3–0               |
| 2015–16   | Liga de Campeones 2015-16        | 3ª Clasificatoria      | Steaua București     | 4–2  | 1–1    | 5–3               |
| 2015–16   | Liga de Campeones 2015-16        | Play-Off               | BATE Borisov         | 2–1  | 0–1    | 2–2 (v.)          |
| 2015–16   | Liga Europea 2015-16             | Grupo L                | AZ Alkmaar           | 3–2  | 2–1    | 3º lugar          |
| 2015–16   | Liga Europea 2015-16             | Grupo L                | Augsburgo            | 1–3  | 3–1    | 3º lugar          |
| 2015–16   | Liga Europea 2015-16             | Grupo L                | Athletic Club        | 0–2  | 1–5    | 3º lugar          |
| 2016–17   | Liga Europea 2016-17             | 2ª Clasificatoria      | Zagłębie Lubin       | 0–0  | 0–0    | 0–0 (3-4 p.)      |
| 2017–18   | Liga de Campeones 2017-18        | 2ª Clasificatoria      | Budućnost Podgorica  | 2–0  | 0–0    | 2–0               |
| 2017–18   | Liga de Campeones 2017-18        | 3ª Clasificatoria      | Olympiacos           | 1–3  | 2–2    | 3–5               |
| 2017–18   | Liga Europea 2017-18             | Play-Off               | Videoton             | 0–0  | 4–0    | 4–0               |
| 2017–18   | Liga Europea 2017-18             | Grupo B                | Young Boys           | 2–1  | 1–1    | 2º lugar          |
| 2017–18   | Liga Europea 2017-18             | Grupo B                | Dinamo de Kiev       | 2–3  | 1–4    | 2º lugar          |
| 2017–18   | Liga Europea 2017-18             | Grupo B                | Skënderbeu Korçë     | 2–0  | 0–0    | 2º lugar          |
| 2017–18   | Liga Europea 2017-18             | Dieciseisavos de final | Viktoria Plzeň       | 1–1  | 0–2    | 1–3               |
| 2018-19   | Liga Europea 2018-19             | 1ª Clasificatoria      | Rudar Pljevlja       | 3–0  | 3–0    | 6–0               |
| 2018-19   | Liga Europea 2018-19             | 2ª Clasificatoria      | Trakai               | 1–0  | 1–1    | 2–1               |
| 2018-19   | Liga Europea 2018-19             | 3ª Clasificatoria      | Nordsjælland         | 3–2  | 2–1    | 5–3               |
| 2018-19   | Liga Europea 2018-19             | Play-Off               | Beşiktaş             | 1–1  | 0–3    | 1–4               |
| 2019-20   | Liga Europea 2019-20             | 2ª Clasificatoria      | Connah's Quay Nomads | 3–0  | 1–0    | 4–0               |
| 2019-20   | Liga Europea 2019-20             | 3ª Clasificatoria      | Malatyaspor          | 3–1  | 0–1    | 3–2               |
| 2019-20   | Liga Europea 2019-20             | Play-Off               | Molde                | 2–1  | 1–1    | 3–2               |
| 2019-20   | Liga Europea 2019-20             | Grupo L                | AZ                   | 2–2  | '2–2   | 3º lugar          |
| 2019-20   | Liga Europea 2019-20             | Grupo L                | Astana               | 4–1  | 2–1    | 3º lugar          |
| 2019-20   | Liga Europea 2019-20             | Grupo L                | Manchester United    | 0–1  | 0–3    | 3º lugar          |
| 2020-21   | Liga Europea 2020-21             | 1ª Clasificatoria      | RFS                  | 1–0  |        | 1–0               |
| 2020-21   | Liga Europea 2020-21             | 2ª Clasificatoria      | Sfîntul Gheorghe     |      | 1–0    | 1–0 (t. s.)       |
| 2020-21   | Liga Europea 2020-21             | 3ª Clasificatoria      | Charleroi            |      | 1–2    | 1–2 (t. s.)       |
| 2021-22   | Liga Conferencia Europea 2021-22 | 2ª Clasificatoria      | DAC Dunajská Streda  | 1–0  | 2–0    | 3–0               |
| 2021-22   | Liga Conferencia Europea 2021-22 | 3ª Clasificatoria      | Sochi                | 2–2  | 1–1    | 3–3 (4:2 pen.)    |
| 2021-22   | Liga Conferencia Europea 2021-22 | Play-off               | Santa Clara          | 2–0  | 1–2    | 3–2               |
| 2021-22   | Liga Conferencia Europea 2021-22 | Grupo B                | Anorthosis Famagusta | 1–1  | 2–0    | 2º lugar          |
| 2021-22   | Liga Conferencia Europea 2021-22 | Grupo B                | Flora                | 2–0  | 0–1    | 2º lugar          |
| 2021-22   | Liga Conferencia Europea 2021-22 | Grupo B                | Gent                 | 0–1  | 1–1    | 2º lugar          |
| 2021-22   | Liga Conferencia Europea 2021-22 | Preliminar Octavos     | Sparta Praga         | 2–1  | 1–0    | 3–1               |
| 2021-22   | Liga Conferencia Europea 2021-22 | Octavos                | Feyenoord            | 2–5  | 1–3    | 3–8               |

## Récord General

### Por País
| País                 | PJ | PG | PE | PP | GF | GC | Dif. |
| -------------------- | -- | -- | -- | -- | -- | -- | ---- |
| Andorra              | 2  | 2  | 0  | 0  | 8  | 1  | +7   |
| Albania              | 2  | 1  | 0  | 1  | 2  | 3  | -1   |
| Alemania             | 17 | 5  | 1  | 11 | 14 | 32 | -18  |
| Armenia              | 4  | 2  | 2  | 0  | 5  | 2  | +3   |
| Austria              | 2  | 1  | 0  | 1  | 2  | 5  | -3   |
| Azerbaiyán           | 6  | 3  | 3  | 0  | 9  | 5  | +4   |
| Bélgica              | 7  | 0  | 3  | 4  | 8  | 14 | -6   |
| Bielorrusia          | 2  | 1  | 0  | 1  | 2  | 2  | 0    |
| Bosnia y Herzegovina | 2  | 2  | 0  | 0  | 11 | 1  | +10  |
| Bulgaria             | 10 | 3  | 3  | 4  | 21 | 13 | +8   |
| Chipre               | 6  | 3  | 0  | 3  | 7  | 5  | +2   |
| Croacia              | 4  | 3  | 0  | 1  | 7  | 6  | +1   |
| Escocia              | 3  | 1  | 0  | 2  | 6  | 7  | -1   |
| Eslovaquia           | 4  | 1  | 3  | 0  | 3  | 1  | +2   |
| Eslovenia            | 2  | 1  | 1  | 0  | 3  | 2  | +1   |
| España               | 13 | 3  | 2  | 8  | 9  | 21 | -12  |
| Estonia              | 2  | 2  | 0  | 0  | 10 | 1  | +9   |
| Finlandia            | 2  | 2  | 0  | 0  | 5  | 1  | +4   |
| Francia              | 9  | 1  | 3  | 5  | 9  | 19 | -10  |
| Gales                | 2  | 2  | 0  | 0  | 12 | 0  | +12  |
| Georgia              | 4  | 3  | 0  | 1  | 5  | 1  | +4   |
| Grecia               | 3  | 1  | 1  | 1  | 4  | 2  | +2   |
| Hungría              | 4  | 2  | 0  | 2  | 4  | 8  | -4   |
| Inglaterra           | 17 | 4  | 2  | 11 | 16 | 27 | -11  |
| Irlanda              | 2  | 0  | 1  | 1  | 2  | 3  | -1   |
| Irlanda del Norte    | 2  | 1  | 1  | 0  | 6  | 1  | +5   |
| Islas Feroe          | 2  | 2  | 0  | 0  | 6  | 1  | +5   |
| Israel               | 5  | 3  | 0  | 2  | 8  | 7  | +1   |
| Italia               | 14 | 1  | 4  | 9  | 14 | 31 | -17  |
| Luxemburgo           | 2  | 1  | 0  | 1  | 7  | 4  | +3   |
| Macedonia del Norte  | 2  | 2  | 0  | 0  | 5  | 0  | +5   |
| Malta                | 8  | 7  | 0  | 1  | 21 | 5  | +16  |
| Moldavia             | 2  | 2  | 0  | 0  | 2  | 0  | +2   |
| Noruega              | 4  | 2  | 1  | 1  | 8  | 4  | +4   |
| Países Bajos         | 6  | 4  | 0  | 2  | 15 | 11 | +4   |
| Polonia              | 4  | 1  | 3  | 0  | 5  | 2  | +3   |
| Portugal             | 12 | 3  | 5  | 4  | 24 | 19 | +5   |
| República Checa      | 4  | 2  | 0  | 2  | 10 | 10 | 0    |
| Rumania              | 12 | 5  | 4  | 3  | 13 | 10 | +3   |
| Rusia                | 6  | 0  | 2  | 4  | 3  | 11 | -8   |
| Suecia               | 4  | 1  | 3  | 0  | 8  | 4  | +4   |
| Suiza                | 2  | 1  | 0  | 1  | 1  | 3  | -2   |
| Turquía              | 4  | 0  | 1  | 3  | 4  | 10 | -6   |
| Ucrania              | 8  | 2  | 1  | 5  | 5  | 15 | -10  |

### Por Torneo
| Competición                                   | Temp. | PJ  | PG  | PE | PP  | GF  | GC  | Dif. | Puntos |
| --------------------------------------------- | ----- | --- | --- | -- | --- | --- | --- | ---- | ------ |
| Copa de Europa / Liga de Campeones de la UEFA | 22    | 105 | 41  | 24 | 40  | 161 | 133 | +28  | 147    |
| Recopa de Europa de la UEFA                   | 2     | 12  | 4   | 1  | 7   | 19  | 21  | -2   | 13     |
| Copa de la UEFA / Liga Europea de la UEFA     | 29    | 149 | 60  | 33 | 56  | 214 | 203 | +11  | 213    |
| Liga Europa Conferencia de la UEFA            | 1     | 16  | 7   | 4  | 5   | 21  | 18  | +3   | 25     |
| TOTAL UEFA                                    | 54    | 282 | 112 | 62 | 108 | 415 | 375 | +40  | 398    |
| Copa de Ferias                                | 3     | 8   | 2   | 3  | 3   | 10  | 14  | -4   | 9      |
| Pre-UEFA                                      | 3     | 8   | 2   | 3  | 3   | 10  | 14  | -4   | 9      |
| Copa Mitropa                                  | 7     | 28  | 13  | 9  | 6   | 60  | 34  | +26  | 48     |
| No UEFA                                       | 7     | 28  | 13  | 9  | 6   | 60  | 34  | +26  | 48     |
| Total                                         | 64    | 318 | 127 | 74 | 117 | 485 | 423 | +62  | 455    |

## Ranking UEFA
Actualizado a la Temporada 2021-22.
| #   | Club           | Puntos |
| --- | -------------- | ------ |
| 67° | F. K. Partizan | 24.500 |